# 길에서 벗어나다
"길에서 벗어나다"는 2006년에 제작한 대한민국의  영화이다.

## 캐스팅
- 김동화 - 수진 역
- 최원홍 - 아이 역
- 차기주 - 남자 역